# Giuseppe Cantagalli
Giuseppe Cantagalli (Faenza, 1860 – Faenza, 1926) è stato un commediografo italiano.

## Biografia
Nel teatro dialettale romagnolo, che ebbe i suoi albori nell'Ottocento, e le cui compagnie furono prevalentemente fondate e formate da filodrammatici, Giuseppe Cantagalli, notaio di professione e nipote del vescovo Gioacchino Cantagalli, si rivelò uno dei pionieri come autore, grazie ad una grande quantità di farse, di commedie e di monologhi in vernacolo faentino.
Le sue opere si caratterizzarono per l'arguzia di fondo popolaresco, ma non mancanti di gusto letterario, e ben presto diventarono famose nella regione.
Un notevole successo riscossero nel XX secolo la trilogia di Pancrèzi (Pancrazio), personaggio caricaturale del giovane campagnolo.
Importanti risultarono i copioni con protagonista il signor Lovigi Gianfuzi, commentatore ironico della vita quotidiana e contemporanea.
Il signor Lovigi Gianfuzi era un corrispondente del periodico La Fira d' San Pir, fondato da Cantagalli nel 1886 e che diresse fino
al 1926.
Era una auto-caricatura di Cantagalli che fece il suo esordio nel 1888 e che fino al 1919 allietò i lettori con le sue vicende locali e familiari. Le cronache erano impreziosite da xilografie, incise dallo stesso Cantagalli.
Lovigi Gianfuzi si caratterizzò non solamente per la naturalezza, espressa grazie alle parole dialettali, ma anche per la figura, scarna e infantile di eterno burlone.
Il simpatico e divertente Lovigi diventò una maschera della città di Faenza accanto alle più celebri maschere nazionali, come Meneghino, Gianduja, Pulcinella e Balanzone.

## Opere
- Trilogia di Pancrèzi (Pancrazio);
- Lovigi Gianfuzi, corrispondente della La Fira d' San Pir.